# Долгое (озеро, Херсонская область)
Долгое (укр. Довге) — озеро на территории Скадовского района (Херсонская область, Украина). Площадь водного зеркала — 0,52 км². Тип общей минерализации — солёное. Происхождение — лиманное. Группа гидрологического режима — бессточное.
Озеро расположено в границах Черноморского биосферного заповедника.

## География
Длина — 2,3 км. Ширина средняя — 0,5 км. Высота над уровнем моря: 0,5 м.
Озеро от Чёрного моря отделено пересыпью шириной 90 м. С морем и соседними озёрами сообщается протоками. Водоём неправильной удлинённой формы, вытянутый с северо-запада на юго-восток.
Берега пологие, частично заняты солончаками. Зарастает прибрежно-водной растительностью.
Озеро расположена западнее села Новофёдоровка.